# Khai cuộc Napoleon
Khai cuộc Napoleon là một khai cuộc không phổ biến trong cờ vua bắt đầu bởi các nước:
1. e4 e5
2. Hf3
Khai cuộc này có điểm giống với một khai cuộc khác có tên Wayward Queen Attack (2.Hh5), khi Trắng đều có thể hi vọng đến Scholar's Mate (chiếu hết trong 4 nước: 2.Hf3 Mc6 3.Tc4 Tc5?? 4.Hxf7#), tuy nhiên tình huống như thế có lẽ chỉ xảy ra với những người mới chơi, và Đen có thể dễ dàng tránh được bẫy.

## Lịch sử
Khai cuộc Napoleon được đặt theo tên hoàng đế người Pháp Napoleon Bonaparte, người có một tình yêu sâu đậm với cờ vua nhưng trình độ của ông được cho là tầm thường. Tên của vị hoàng đế được sử dụng để làm tên cho khai cuộc này sau khi các ấn phẩm hồi giữa thế kỷ 19 đăng tải thông tin rằng Napoleon đã chơi khai cuộc này và thua trước The Turk, một máy đánh cờ tự động được vận hành khi đó bởi Johann Allgaier trong một ván đấu vào năm 1809. Hình thế của khai cuộc này cũng có một chút liên quan đến hoàng hậu của Napoleon, Josephine và sự phản bội tai tiếng của bà. Việc Hậu Trắng sớm rời khỏi vị trí ban đầu cũng khá tương tự như việc Napoleon không thể giữ được hoàng hậu ở lại hoàng cung của mình.

## Đánh giá
Đây là một khai cuộc yếu vì Hậu trắng đã di chuyển lên quá sớm và sẽ là mục tiêu bị tấn công, đồng thời lấy mất ô f3 - vị trí phát triển tốt nhất của Mã cánh Vua. Nếu so sánh, thì khai cuộc Wayward Queen Attack mạnh hơn và có tính bắt buộc với đối phương cao hơn hẳn. Khi mà với 2.Hh5, đòi hỏi Đen đầu tiên phải bảo vệ Tốt e (thường bằng nước 2...Mc6), và sau đó Trắng sẽ 3.Tc4 tiếp tục buộc Đen phải lựa chọn những phương án để phòng thủ ô f7 (nước 3...g6 gần như cam kết buộc Đen phải phát triển Tượng lên g7 (fianchetto), vị trí lúc này là không tích cực; hoặc là 3...He7 sẽ khiến tượng Đen f8 tạm thời bịt đường phát triển; hoặc 3...Hf6 sẽ lấy mất vị trí phát triển tốt nhất của Mã g8). Trong khi đó, nước 2.Hf3 không gây trở ngại cho việc phát triển quân của Đen.